# Bouillabaisse
La bouillabaisse (in francese) o bolhabaissa (in occitano, AFI: [ˌbuʎaˈβajsɔ] o [ˌbujaˈbajsɔ]) i è una zuppa di pesce tradizionale della Provenza, regione geografica della Francia. Col nome boiabessa, il piatto è diffuso anche in Italia, specificamente in Liguria.

## Etimologia
La denominazione francese deriva dall'originale occitano bolhabaissa (bujaˈbajsɔ), parola composta dai verbi bolhir (bollire) e abaissar (cuocere a fuoco lento).

## Composizione
La ricetta base comprende l'uso di almeno quattro pesci fondamentali: scorfano, triglia, grongo e gallinella, ma è uso aggiungere anche dentice, rombo, bottatrice, cefalo, nasello, nonché invertebrati come ricci, mitili e granchi. Nelle versioni più lussuose ed elaborate viene aggiunto anche il polpo o l'aragosta.
Viene servita con la rouille, una salsa d'accompagnamento fatta con pane, fumetto di pesce, aglio, tuorlo d'uovo, olio di oliva, zafferano e peperoncino.

## Storia
Le origini del piatto vengono fatte risalire ai focesi, primi fondatori greci della città di Marsiglia nel 600 a.C., che usavano preparare la kakavia (in greco κακαβιά) una zuppa di pesce fatta col pescato che i pescatori non riuscivano a vendere. Un piatto del genere esiste tuttora in Puglia, la Quatara di Porto Cesareo.